# 찰리 모턴
찰스 앨프리드 모턴(Charles Alfred Morton, 1983년 11월 12일 ~ )은 미국의 야구 선수로 내셔널 리그 애틀랜타 브레이브스의 투수이다.